# Bożena
Bożena o  Božena, Bozena - es un nombre propio femenino de origen Eslavo, 

## Personajes
- Božena Němcová, una de las más importantes novelistas checas